# Fußballnationalmannschaft der DDR (U-17-Junioren)
Die U-17-Fußballnationalmannschaft der DDR war eine Auswahlmannschaft von Fußballspielern aus der DDR. Sie gehörte als jüngere Juniorenauswahl zum Deutschen Fußball-Verband und repräsentierte diesen international auf U-17-Ebene. Dies geschah in erster Linie in Freundschaftsspielen gegen die Auswahlmannschaften anderer nationaler Verbände, aber auch innerhalb der EM-Qualifikation.

## Geschichte
Die Spieler dieser Mannschaft wurden insbesondere aus den Fußballclubs rekrutiert. Mit diesen traten sie im DDR-Fußball in der Juniorenoberliga (1969 bis 1976 sowie 1983 bis 1989) beziehungsweise der Juniorenliga (AK 17/18) an, wo sie in der republikweiten Spielklasse der besten 17- und 18-jährigen Fußballer des Landes zum jüngeren Jahrgang zählten. In der 1989 erneut eingeführten Nachwuchsoberliga waren ebenfalls vor allem Talente der Altersklassen 17 und 18 vorgesehen, die aber um bis zu vier ältere Spieler verstärkten werden konnten.
Da während der Existenz der DDR die heutigen U-17-Weltmeisterschaften und U-17-Europameisterschaften noch auf U-16-Level ausgetragen wurden, vertrat in diesen Turnieren seine sogenannte ältere Jugendauswahl den DFV.
Als ab Mitte der 1980er-Jahre die damalige U-18-Europameisterschaft auf einen Zweijahreszyklus ausgedehnt wurde, spielte die DFV-U-17 in jener Saison, die vor der Spielzeit mit der Endrunde lag, die Qualifikation und firmierte dann im Folgejahr als U-18. Damit blieben anders als beim Wettbewerb 1984/86 alle Spieler, die die Ausscheidung begannen, auch für die entscheidenden Partien spielberechtigt.
So startete bereits im Oktober 1986 – während die U-19 sich parallel noch auf die sehr spät ausgetragene Endrunde der Vorgänger-EM vorbereitete – der Jahrgang um Frank Schulze, Mario Kern, Steffen Karl und Uwe Jähnig mit Trainer Lothar Priebe in die Vorausscheidung für die U-18-EM 1988. Im Mai 1988 konnte, dann bereits als U-18, der Sieg in Gruppe 5 sichergestellt werden und folgte dann bei der Endrunde in der ČSSR der Bronzeplatz.
Ähnlich lief es in der Qualifikation für die Junioreneuropameisterschaft 1990, die zunächst von der U-17 mit Coach Frank Engel in der Saison 1988/89 mit Spielern wie Tom Persich, Daniel Hoffmann sowie Sven Ratke und Nico Däbritz (beide SG Dynamo Dresden) begonnen wurde. Ab der Spielzeit 1989/90 – Claus Kreul hatte den zur BSG Chemie Böhlen abgewanderten Engel als Trainer dieses Jahrgangs ersetzt – agierte derselbe Spielerkreis als ältere Juniorenauswahl in der Vorrundengruppe 5 für den DFV. Anders als bei der Ausgabe 1988, an deren Ende der 3. Platz für die DDR-Junioren gestanden hatte, konnte sich diese U-18-Nationalmannschaft nach drei erfolgreichen Anläufen in Serie zum ersten Mal seit 1983 nicht für die Endrunde qualifizieren.
Zur Wendezeit wurde die jüngere Juniorenauswahl von Heinz Werner, der in der ersten Jahreshälfte 1989 gemeinsam mit Manfred Zapf und Frank Engel für die A-Auswahl verantwortlich gezeichnet hatte, gecoacht. Bestehend aus den Geburtsjahrgängen 1972 und 1973 gehörten der letzten DDR-U-17 vor der Wiedervereinigung im Spätsommer und Herbst 1989 unter anderem die späteren Profis Frank Rost und Rico Kauerhof vom 1. FC Lokomotive Leipzig sowie René Rydlewicz und Toralf Konetzke (beide BFC Dynamo) an.